# St. Margaretha (Sankt Margarethen)

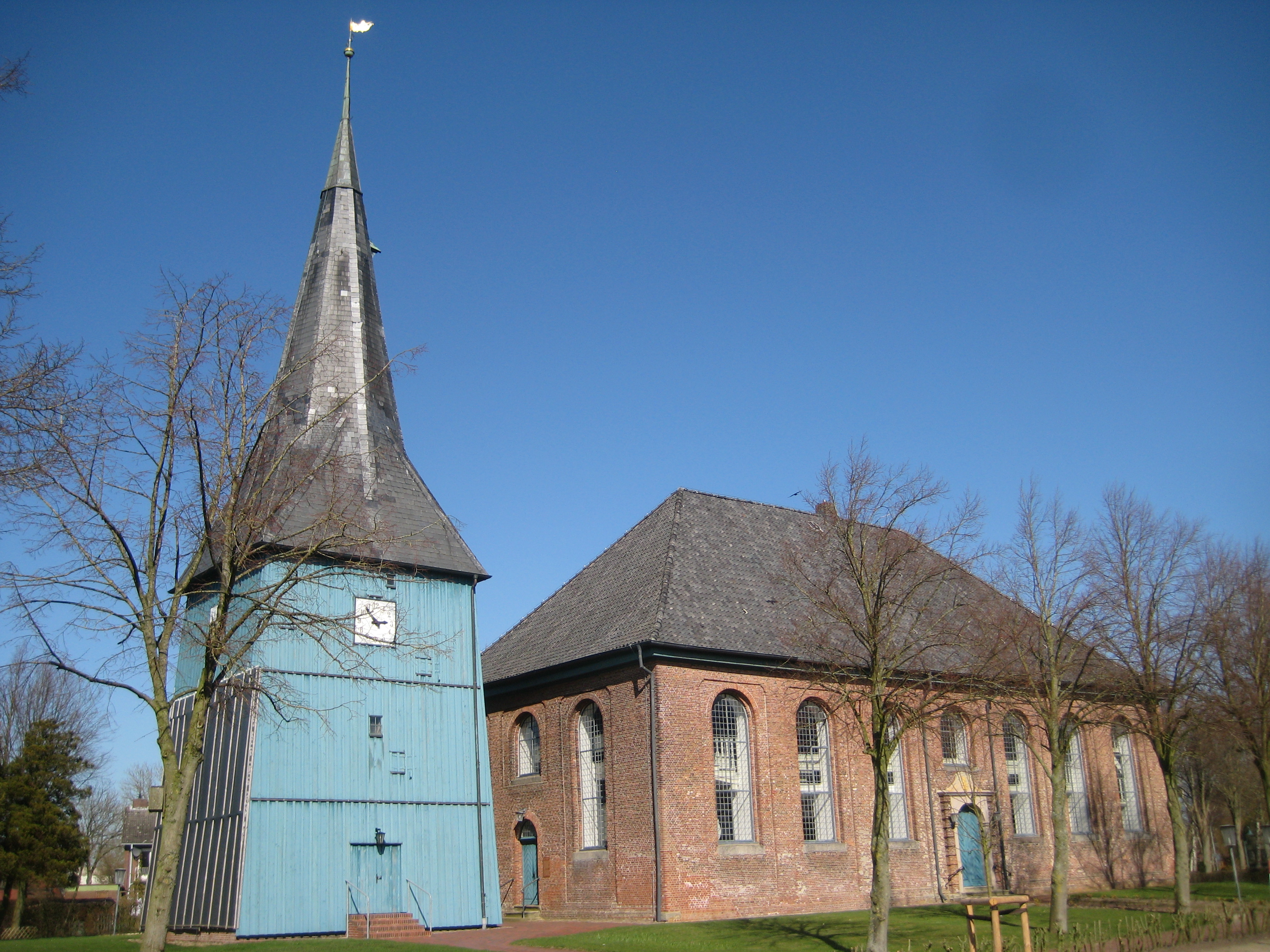
St. Margaretha (Sankt Margarethen)

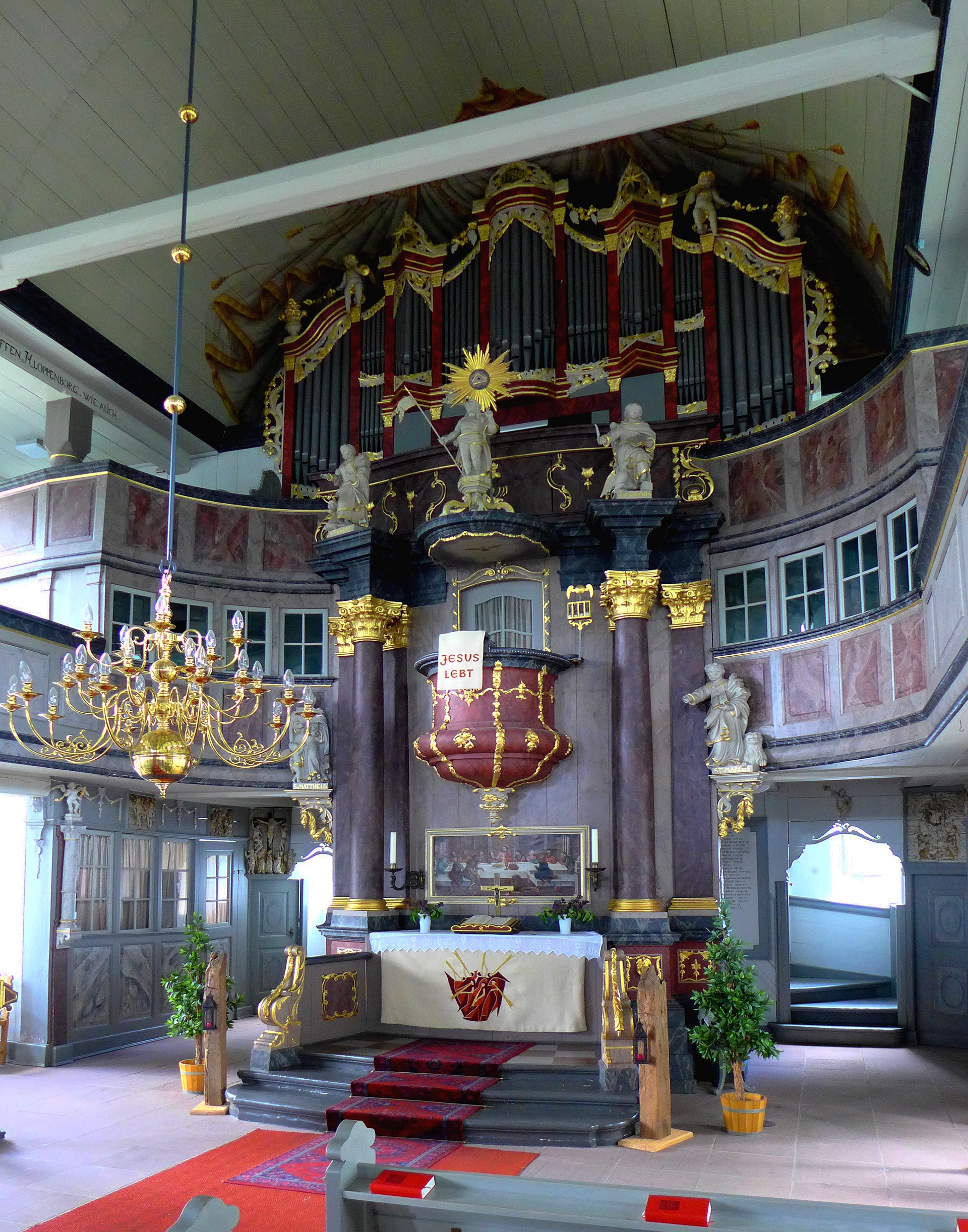
Innenansicht

Die Kirche St. Margaretha ist ein geschütztes Kulturdenkmal mit der Objekt-ID 5114 im Denkmalschutzgesetz in Sankt Margarethen, einer Gemeinde im Kreis Steinburg in Schleswig-Holstein. Die Kirchengemeinde gehört zum Kirchenkreis Rantzau-Münsterdorf der Evangelisch-Lutherischen Kirche in Norddeutschland.

## Beschreibung
Die Saalkirche wurde 1784 aus Backsteinen erbaut. Sie besteht aus einem Langhaus von drei zu sieben Achsen, das mit einem Walmdach bedeckt ist. Freistehend vor der Westwand befindet sich ein hölzerner, viereckiger, konisch zulaufender Glockenstapel, der mit einem spitzen achtseitigen Helm bedeckt ist. 
Der Innenraum hat rings umlaufende Emporen. In der Mitte ist er mit einer hölzernen Tonnendecke überspannt. Zur Kirchenausstattung gehört ein Kanzelaltar von 1784, der von Pilastern flankiert wird. Unter der Kanzel ist das Abendmahl, auf dem Schalldeckel ist der Pantokrator dargestellt. Die Orgel auf ihrer eigenen Empore wurde 1859 von Marcussen & Søn gebaut.